# Cinnamomum tsangii
Cinnamomum tsangii är en lagerväxtart som beskrevs av Elmer Drew Merrill. Cinnamomum tsangii ingår i släktet Cinnamomum och familjen lagerväxter. Inga underarter finns listade i Catalogue of Life.